# Wojciech Moryto
Wojciech „Jankiel” Moryto (ur. 1 listopada 1977 w Opolu) – polski muzyk heavymetalowy, gitarzysta rytmiczny. Od 9 maja 2009 roku muzyk zespołu Acid Drinkers, w którym wcześniej był pracownikiem technicznym. Zastąpił zmarłego w listopadzie 2008 roku Aleksandra „Olassa” Mendyka. W grudniu 2016 roku opuścił zespół. W latach 2008–2015 był również członkiem formacji Flapjack. Od 2014 współtworzy zespół Department

## Dyskografia
- Acid Drinkers – Fishdick Zwei – The Dick Is Rising Again (2010, Mystic Production)
- Flapjack – Keep Your Heads Down (2012, Makumba Music)
- Acid Drinkers – La part du diable (2012, Mystic Production)
- Acid Drinkers – 25 Cents for a Riff (2014, Mystic Production)
- Acid Drinkers – Peep Show (2016, Makumba Music)
- Department - Breakaway Civilization (2017, Universal Music Polska)[5]

## Instrumentarium
- Gibson Explorer 1994[6]
- LTD Slimator V[6]
- Peavey 5150[6]
- Mesa Boogie Cab[6]
- Whammy[6]
- Wah Wah[6]
- Boss Noise Gate[6]
- Ernie Ball Strings 10-52[6]